# Zona de Interés (Auschwitz)

Interessengebiet del campo de concentración de Auschwitz (unos 40 kilómetros cuadrados)

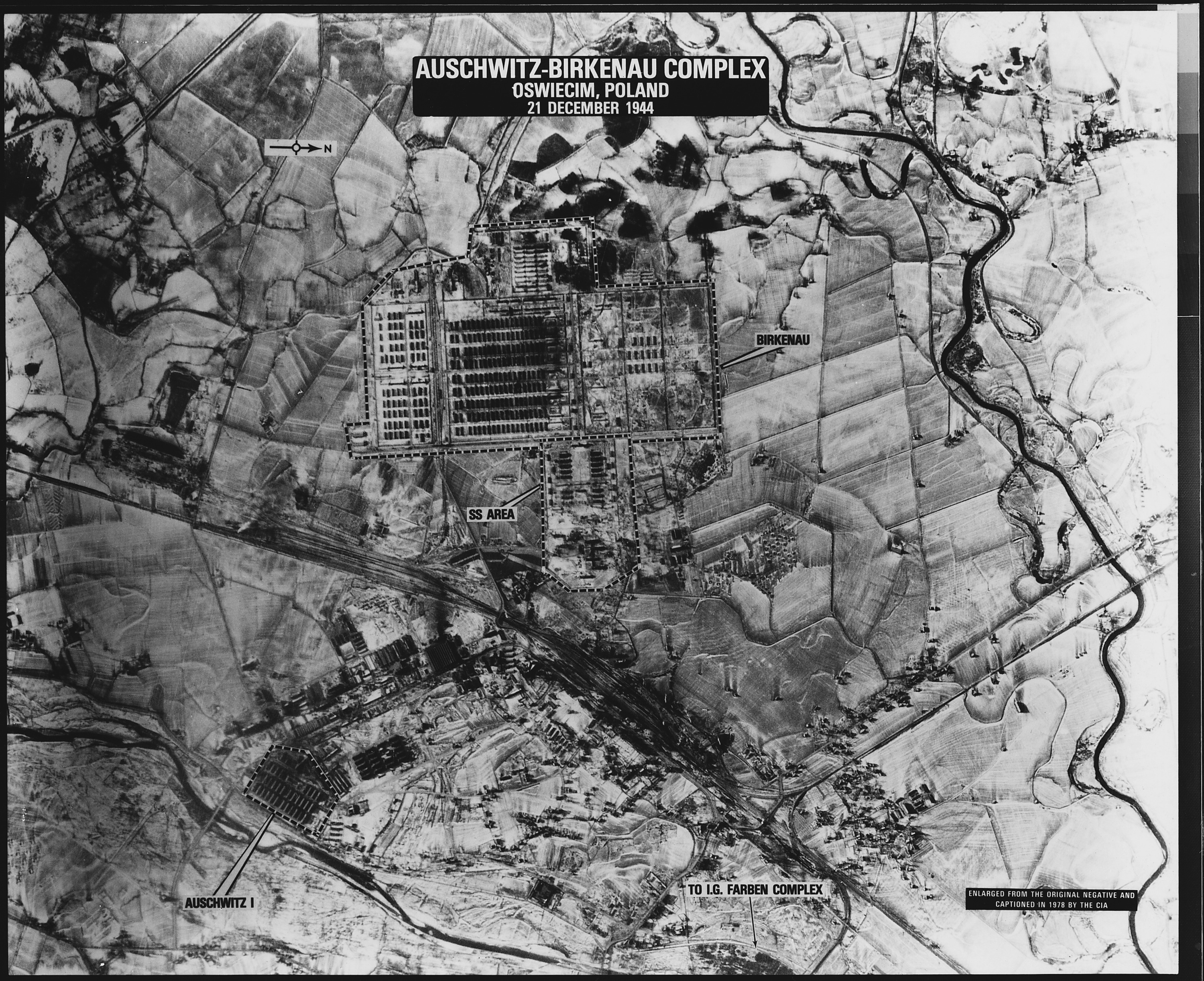
Fotografía aérea de una parte del área de interés de las Fuerzas Aéreas del Ejército de los Estados Unidos, 21 de diciembre de 1944.

El Interessengebiet (en español: Zona de interés) fue un área restringida de las Schutzstaffel para el complejo del campo de Auschwitz en la Polonia ocupada por los alemanes durante la Segunda Guerra Mundial.  En esta zona, que estaba protegida del mundo exterior, se construyó el mayor complejo de campos de concentración y exterminio de la Alemania nazi. La zona de interés estaba ubicada al sur de la confluencia de los ríos Soła y Vístula, cerca de la ciudad de Oświęcim (en alemán: Auschwitz), y estaba parcialmente limitada por estos. El campo de concentración de Auschwitz, el campo de exterminio de Auschwitz-Birkenau, los talleres, las empresas de la SS, así como las operaciones agrícolas de Auschwitz y sus subcampos asociados se encontraban en la zona de interés, que finalmente tuvo aproximadamente 40 kilómetros cuadrados de tamaño.  La región existió oficialmente desde finales de mayo de 1941 hasta que fue liberada por el Ejército Rojo a finales de enero de 1945, y desde junio de 1943 como distrito administrativo independiente.

## Situación
Debido al trato diferente a la población en los territorios polacos anexados, los nacionalsocialistas crearon en 1940 una frontera policial que requería permiso para poder ser cruzada; cuyo curso correspondía en gran medida a la frontera que existía hasta el comienzo de la guerra, pero se desviaba de él en la Alta Silesia, en el sentido de que también se trasladó el anterior Voivodato de Silesia y una zona adyacente más pequeña al lado del territorio alemán antes de 1939, y no al que se encontraba al este de la Franja Oriental, cuya población era vista y tratada como inferior.  El distrito recién delimitado de Bielitz, en el que se encontraba Auschwitz, quedó dividido por la frontera, que estaba definida de manera contradictoria en el Boletín Jurídico del Reich.
El Verordnung über die Beschränkung des Reiseverkehrs mit Gebietsteilen (?) des Großdeutschen Reichs und mit dem Generalgouvernement (Reglamento sobre la restricción de viajes con partes (?) del Gran Reich alemán y con el Gobierno General) del 20 de julio de 1940, párrafo 1, número b.  solo menciona la inclusión de la ciudad de Biala, que estaba entrelazada con Bielsko, de modo que, además de Biala, la anterior frontera oriental del Voivodato Autónomo de Silesia formaba la frontera policial y la zona de Auschwitz y Birkenau en el este, a la que sólo se puede acceder con un “permiso especial”, parte de la zona se encontraba el distrito de Bielitz. A partir del 1 de septiembre de 1940, esta frontera policial fue modificada mediante una "carta rápida" ("Schnellbrief") de Reinhard Heydrich de tal manera que se abolió su ruta al sur de Auschwitz y en su lugar se continuó separando la ciudad de Auschwitz de la zona "libre de transeúntes", que al este discurría a lo largo del Vístula hasta la frontera del Gobierno General.  Por el contrario, el Primer Reglamento sobre la aplicación del reglamento sobre la aplicación de un impuesto de compensación social, que servía para discriminar la fiscalidad en Polonia desde el 10 de agosto de 1940, en el párrafo 7 definía la “franja oriental”, sujeta a normas especiales, estableciendo una frontera a lo largo del Soła,  que también seguía la demarcación de la frontera en la zona de Bielitz en 1939,  que había formado la frontera entre la parte anexada de Polonia y el Gobierno General desde el 9 de octubre y se mantuvo como frontera policial desde el 20 de noviembre de 1939, después de que la frontera con el Gobierno General se trasladara hacia el este.  
Independientemente de las informaciones contradictorias sobre la frontera, la zona de interés del campo de concentración de Auschwitz limitaba tanto con la zona dentro de la frontera policial (el distrito de Pleß comenzaba al norte del Vístula) como con la franja oriental más allá de Soła, que limitaba con la zona de interés del campo de concentración al este. Según los resultados de la investigación de Klaus von Münchhausen  la frontera policial que discurría en el área de la ciudad de Auschwitz dejó de estar controlada en septiembre de 1941  y en mayo de 1942, según orden de Heydrich del 12 de mayo, se levantó oficialmente su control y poco después también se retiraron los carteles. Este decreto, sin embargo, no estaba destinado a ser publicado.  
Con el decreto sobre sanciones sobre pasaportes del 27 de mayo de 1942, anunciado unos días después en el Reichsgesetzblatt, se volvió a regular la responsabilidad penal por cruzar las fronteras, pero el decreto sobre restricciones a los viajes emitido en 1940 sólo se modificó en el párrafo 2, de modo que el apartado 1, que determina la frontera consagrada en Biala, siguió en vigor.  La zona de interés del campo de concentración se encontraba entre esta frontera occidental en Biala, que oficialmente no se podía cruzar sin un "permiso especial", y la frontera oriental en Soła, que en realidad limitaba la "franja oriental", pero no fue ni marcada ni controlada desde mayo de 1942,  y en ella se encontraba Auschwitz y la estación de tren de Auschwitz.

## Establecimiento de la zona de interés
Unas semanas después de que se estableciera el campo principal, el SS- y Polizeiführer Erich von dem Bach-Zelewski, responsable de la zona, ordenó la expulsión de la población local tras la primera fuga exitosa de un prisionero polaco en julio de 1940. La población polaca debería ser reubicada fuera de los alrededores del campo en un radio de cinco kilómetros para imposibilitar las fugas y evitar la ayuda para huir. Primero, los residentes de la ciudad de Zasole tuvieron que abandonar sus casas, que luego fueron utilizadas por los líderes del campo de las SS y sus familias. 
A principios de los años 1940/41, “el sitio de construcción del campo en Auschwitz era tan grande que en el primer plan general de desarrollo hubo que distinguir entre campo de custodia protectora, patio industrial, talleres, zona de cuarteles, campo de gestión de tropas, campo de las SS, asentamiento y agricultura”.  A más tardar después de la inspección del campo por parte del Reichsführer SS Heinrich Himmler el 1 de marzo de 1941, también ordenó la creación de granjas agrícolas y ganaderas en los alrededores del campo de concentración de Auschwitz. En marzo/abril de 1941, a raíz de esta decisión, los residentes polacos de los pueblos de Babice, Budy, Rajsko, Brzezinka (en alemán: Birkenau ), Broszkowice, Pławy y Harmęże tuvieron que abandonar su lugar de residencia, dejando atrás sus pertenencias, y fueron expulsados. Sólo los polacos, que los ocupantes alemanes necesitaban como trabajadores cualificados en el lugar, se salvaron de esta medida. La mayoría de los edificios vacíos fueron demolidos por los prisioneros de los campos de concentración para crear espacio para el complejo del campo en expansión. 
También en marzo de 1941, Himmler decidió construir un segundo campo en Birkenau, a tres kilómetros del campo principal, que, como campo de exterminio más grande del Reich nacionalsocialista alemán, se convirtió en el lugar central del Holocausto.  La Dirección de Nuevas Obras de las SS ya había planificado un área de interés para la ampliación del complejo de campos en constante expansión.  El 31 de mayo de 1941, el área restringida fue declarada oficialmente área de interés para KL Auschwitz.  El campo de concentración de Auschwitz-Monowitz, construido posteriormente, y la fábrica IG Farben Buna no se encontraban en la zona de interés de las SS, sino al este de la ciudad de Auschwitz.
La zona del campamento estaba “rodeada de señales de advertencia, muros de hormigón, torres de vigilancia y dobles hileras de alambradas electrificadas que se iluminaban por la noche”.  Los miembros de las compañías de guardia formaron una pequeña cadena de guardia (kleine Postenkette) en las torres de vigilancia, formando un anillo de guardia alrededor de la valla electrificada del campo principal y de Birkenau. La gran cadena de guardia (grosse Postenkette) era un extenso anillo de vigilancia de torres de vigilancia tripuladas alrededor de ambos campos.  Hombres de las SS también patrullaban la zona de interés. 

## Conflicto por la demarcación territorial
La constante ampliación del campo provocó conflictos de intereses entre las SS y las autoridades civiles y las oficinas del partido en la ciudad de Auschwitz, ya que Auschwitz iba a convertirse en una ciudad modelo alemana.  Sin embargo, estas disputas se referían exclusivamente a cuestiones de demarcación entre el área de interés de las SS y la ciudad, así como a proyectos de construcción controvertidos. Desde finales de septiembre de 1942, siguiendo instrucciones de Himmler, representantes de la Oficina Principal Económica y Administrativa de las SS, miembrosde las SS del campo, representantes de IG Farben y funcionarios de la administración civil se reunieron durante casi un año en la llamada Casa de las Waffen-SS (Haus der Waffen-SS) frente a la estación de tren de Auschwitz sobre estas cuestiones. Mientras tanto, en enero de 1943, representantes de las autoridades civiles pidieron que la zona de interés de las SS, incluidos los campos, fuera reubicada por razones de “diseño paisajístico”. 

## Amtsbezirk (distrito)
En junio de 1943, finalmente se determinaron los límites del área de interés de las SS, que cubría un área de 40 kilómetros cuadrados.  A partir de ese momento, la zona pasó a ser una unidad administrativa independiente de las autoridades civiles y permaneció como un distrito administrativo independiente sujeto únicamente a las SS.
El jefe del distrito era el comandante del campo principal, que también era el jefe de las SS en Auschwitz (véase: Mandos de las SS del campo de concentración de Auschwitz ) y, como comisionado oficial, también desempeñaba las tareas de la administración civil; estos fueron Rudolf Hoss, Arthur Liebehenschel y finalmente Richard Baer. 
La oficina de registro del campo responsable del área de interés de las SS (oficina de registro de Auschwitz II) se independizó formalmente en enero de 1943, después de que anteriormente hubiera habido disputas sobre responsabilidad con las oficinas de registro de Auschwitz y Bielitz. 